# Prix Ariste-Hémard
Pour les articles homonymes, voir Ariste et Hémard.
Groupe II
Le prix Ariste-Hémard est une course hippique de trot attelé se déroulant au mois de décembre sur l'hippodrome de Vincennes.
C'est une course de Groupe II réservée aux pouliches de 4 ans ayant gagné au moins 32 000 €. Avant 2004, elle était également ouverte aux mâles.
Elle se court sur la distance de 2 700 mètres (grande piste), départ volté. L'allocation s'élève à 120 000 €, dont 54 000 € pour le vainqueur.
Son équivalent pour les poulains est le prix Octave-Douesnel se disputant le même jour.
Créée en 1927, la course honore Ariste Hémard, député, vice-président du Syndicat des éleveurs de chevaux de demi-sang au début du XXe siècle, né le 8 novembre 1847 et mort le 16 décembre 1926,. Il est l'un des promoteurs du renouveau du trot de cette époque.

## Palmarès depuis 1972
| Année | Vainqueur          | Pays      | Père               | Driver                 | Entraîneur              | Distance | Réd.km |
| ----- | ------------------ | --------- | ------------------ | ---------------------- | ----------------------- | -------- | ------ |
| 2024  | Kokote             | France    | Ready Cash         | Mathieu Mottier        | Mathieu Mottier         | 2 700 m  | 1'12"6 |
| 2023  | Just Love You      | France    | Love You           | Alexandre Abrivard     | Laurent-Claude Abrivard | 2 700 m  | 1'12"7 |
| 2022  | Cash Bank Bigi     | Italie    | The Bank           | Benjamin Rochard       | Fabrice Souloy          | 2 700 m  | 1'12"8 |
| 2021  | Havanaise          | France    | Ricimer            | Franck Nivard          | François-Pierre Bossuet | 2 700 m  | 1'12"1 |
| 2020  | Green Grass        | France    | Bold Eagle         | Mathieu Mottier        | Sébastien Guarato       | 2 700 m  | 1'13"7 |
| 2019  | Flèche du Yucca    | France    | Prodigious         | Jean-Philippe Dubois   | Philippe Moulin         | 2 700 m  | 1'13"9 |
| 2018  | Erminig d'Oliverie | France    | Scipion du Goutier | Franck Nivard          | Franck Leblanc          | 2 700 m  | 1'13"9 |
| 2017  | Doria Desbois      | France    | In Love With You   | Matthieu Abrivard      | Christophe Feyte        | 2 700 m  | 1'13"5 |
| 2016  | Cédéa Josselyn     | France    | Love You           | Jean-Michel Bazire     | Jean-Michel Bazire      | 2 700 m  | 1'16"5 |
| 2015  | Bélina Josselyn    | France    | Love You           | Jean-Michel Bazire     | Jean-Michel Bazire      | 2 700 m  | 1'14"2 |
| 2014  | Anna Mix           | France    | Ludo de Castelle   | Franck Nivard          | Franck Leblanc          | 2 700 m  | 1'13"8 |
| 2013  | Victoire           | France    | Kitko              | Jean-Philippe Mary     | Danielle Mottier        | 2 700 m  | 1'14"8 |
| 2012  | Une Fille d'Amour  | France    | Infant du Bossis   | David Thomain          | Cyril Raimbaud          | 2 700 m  | 1'13"8 |
| 2011  | Tamara Jiel        | France    | Neoh Jiel          | Jos Verbeeck           | Jean-Luc Dersoir        | 2 700 m  | 1'14"2 |
| 2010  | Sindy de la Noë    | France    | Goetmals Wood      | Franck Nivard          | Roger Chauvin           | 2 700 m  | 1'14"3 |
| 2009  | Renommée d'Obret   | France    | Buvetier d'Aunou   | Dominik Locqueneux     | Pierre-Emmanuel Trible  | 2 700 m  | 1'15"8 |
| 2008  | Quarla             | France    | Extreme Dream      | Franck Nivard          | Claude Campain          | 2 700 m  | 1'14"5 |
| 2007  | Premiere Steed     | France    | Workaholic         | Jean-Michel Bazire     | Fabrice Souloy          | 2 700 m  | 1'14"3 |
| 2006  | Ouragane           | France    | Elvis de Rossignol | Jean-Michel Bazire     | Fabrice Souloy          | 2 700 m  | 1'14"7 |
| 2005  | Nady Royale        | France    | Sancho Panca       | Joël Hallais           | Joël Hallais            | 2 700 m  | 1'16"2 |
| 2004  | My Love Lady       | France    | Écho               | Mathieu Fribault       | Mathieu Fribault        | 2 700 m  | 1'16"5 |
| 2003  | Naglo              | Suède     | Coktail Jet        | Örjan Kihlström        | Stefan Hultman          | 2 175 m  | 1'13"3 |
| 2002  | Gigant Neo         | Suède     | Super Arnie        | Stefan Melander        | Stefan Melander         | 2 175 m  | 1'15"3 |
| 2001  | Jag de Bellouet    | France    | Viking's Way       | Christophe Gallier     | Christophe Gallier      | 2 175 m  | 1'13"7 |
| 2000  | Ipson de Mormal    | France    | Biesolo            | Ulf Nordin             | Ulf Nordin              | 2 175 m  | 1'13"  |
| 1999  | Varenne            | Italie    | Waikiki Beach      | Giampaolo Minnucci     | Jorji Turja             | 2 175 m  | 1'14"7 |
| 1998  | Giant Cat          | France    | Quito de Talonay   | Nicolas Roussel        | Nicolas Roussel         | 2 175 m  | 1'15"5 |
| 1997  | General November   | Allemagne | Valley Victory     | Pekka Korpi            | Veijo Kivioja           | 2 175 m  | 1'14"3 |
| 1996  | Écho               | France    | Qlorest du Vivier  | Jean-Étienne Dubois    | Jean-Étienne Dubois     | 2 175 m  | 1'15"4 |
| 1995  | Défi d'Aunou       | France    | Armbro Goal        | Jean-Étienne Dubois    | Jean-Étienne Dubois     | 2 175 m  | 1'14"1 |
| 1994  | Hiosco du Vivier   | Belgique  | Park Ridge Lobell  | Jos Verbeeck           | Alphonse Vanberghen     | 2 175 m  | 1'14"7 |
| 1993  | Bleuet de Crépon   | France    | Orchis d'Odyssée   | Yves Dreux             | Laurent Leduc           | 2 175 m  | 1'14"4 |
| 1992  | Arnaqueur          | France    | Fakir du Vivier    | Karim Hawas            | Ali Hawas               | 2 100 m  | 1'14"6 |
| 1991  | Verdict Gédé       | France    | Kagino             | Jean-Claude Hallais    | Jean-Claude Hallais     | 2 100 m  | 1'16"2 |
| 1990  | Ugh                | France    | Honorin            | Yves Dreux             | Alain Houssin           | 2 100 m  | 1'16"  |
| 1989  | Ténor de Baune     | France    | Le Loir            | Jean-Baptiste Bossuet  | Jean-Baptiste Bossuet   | 2 100 m  | 1'15"7 |
| 1988  | Sin d'Algot        | France    | Aigle Noir         | Jean-René Gougeon      | Jean-René Gougeon       | 2 100 m  | 1'15"5 |
| 1987  | Rangone            | France    | High Echelon       | Jean-Pierre Dubois     | Jean-Pierre Dubois      | 2 100 m  | 1'16"  |
| 1986  | Quilon             | France    | Honorin            | Ghislain Fontenay      | Ghislain Fontenay       | 2 100 m  | 1'14"3 |
| 1985  | Potin d'Amour      | France    | Chambon P          | Jan Kruithof           | Jan Kruithof            | 2 300 m  | 1'15"8 |
| 1984  | Ogorek             | France    | Borgia III         | Michel Roussel         | Jean Lou Peupion        | 2 300 m  | 1'18"3 |
| 1983  | Natacha du Buisson | France    | Amyot              | Léopold Verroken       | Léopold Verroken        | 2 250 m  | 1'18"3 |
| 1982  | Minou du Donjon    | France    | Quioco             | Michel Roussel         | Jean Lou Peupion        | 2 250 m  | 1'16"7 |
| 1981  | Lutin d'Isigny     | France    | Firstly            | Jean-Paul André        | Jean-Paul André         | 2 250 m  | 1'18"  |
| 1980  | Kandy              | France    | Bellouet           | Ghislain Fontenay      | Pierre Arson            | 2 250 m  |        |
| 1979  | Jaquelle           | France    | Icare IV           | Jean-Claude Hallais    | Léopold Verroken        | 2 250 m  | 1'20"1 |
| 1978  | Idéal du Gazeau    | France    | Alexis III         | Eugène Lefèvre         | Eugène Lefèvre          | 2 250 m  | 1'17"7 |
| 1977  | Hadol du Vivier    | France    | Mitsouko           | Jean-René Gougeon      |                         | 2 250 m  | 1'17"2 |
| 1976  | Garinella          | France    | Quioco             | Michel-Marcel Gougeon  |                         | 2 250 m  | 1'19"3 |
| 1975  | Feinte             | France    | Kerjacques         | Jean-Pierre Viel       |                         | 2 250 m  | 1'19"5 |
| 1974  | Édomérica          | France    | Mario              | Patrick Céran-Maillard |                         | 2 250 m  | 1'19"  |
| 1973  | Dame de Carreau    | France    | Fandango           | François Ballière      |                         | 2 250 m  | 1'19"3 |
| 1972  | Casdar             | France    | Mitsouko           | Jean-Claude Hallais    |                         | 2 250 m  | 1'19"1 |